# Cerkiew św. Łukasza w Izbach
Cerkiew św. Łukasza w Izbach – dawna cerkiew greckokatolicka z 1886 roku, w znajdująca się w Izbach. Od 1948 użytkowana przez kościół rzymskokatolicki.

## Historia
Parafię greckokatolicką w Izbach utworzył w 1659 roku biskup krakowski Andrzej Trzebicki. Obecną świątynię, zbudowaną w miejscu poprzedniej drewnianej cerkwi, wzniesiono w 1886 roku. W 1928 roku na fali schizmy tylawskiej, większość mieszkańców Izb przeszła na prawosławie, zbudowano prowizoryczną cerkiew, a ta świątynia była coraz rzadziej użytkowana. W 1948 roku, po wysiedleniu ze wsi ostatnich Łemków w ramach akcji „Wisła", opustoszała cerkiew zaczęła służyć Kościołowi rzymskokatolickiemu, początkowo jako kościół filialny parafii w Czyrnej, później parafii w  Banicy.
Cerkiew wpisano na listę zabytków w 1994 roku.

## Architektura i wnętrze

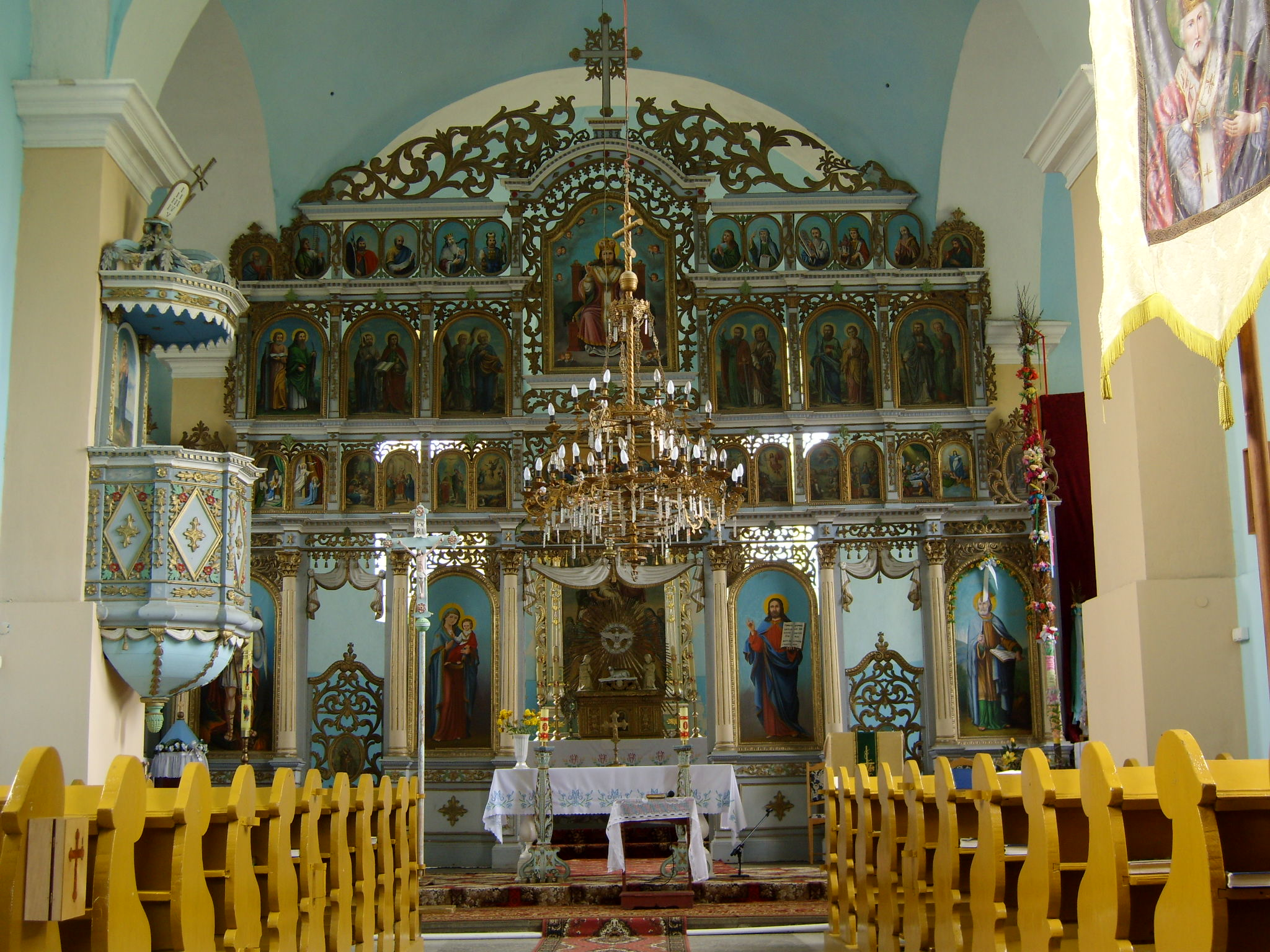
Wnętrze świątyni

Cerkiew posiada cechy stylu późno klasycystycznego. Bryła budowli została wzniesiona z kamienia, ściany zostały otynkowane. Budowla jest świątynią jednonawową z transeptem. Przed nawą wznosi się wysoka wieża o przekroju kwadratowym, nakryta baniastym dachem hełmowym z latarnią. Poziome gzymsy dzielą wieżę na trzy kondygnacje. Budowlę nakrywają dachy dwuspadowe z czterema baniastymi wieżyczkami. Wnętrze budowli składa się trójprzęsłowej nawy, transeptu z półkoliście zamkniętymi ramionami oraz prezbiterium, również zamkniętego apsydą.
W świątyni zachowało się wyposażenie z II poł. XIX wieku: nawiązujący do baroku zdekompletowany ikonostas z 1888 roku, klasycystyczny ołtarz główny w kształcie konfesji, pseudobarokowe: ołtarze boczne i ambona oraz ikony św. Michała Archanioła i św. Łukasza Ewangelisty.